# ترا (کمیک)
ترا (به انگلیسی: Terra) عنوان سه شخصیت خیالی در کتاب‌های کامیک آمریکایی منتشر شده توسط دی‌سی کامیکس است. نخستین ترا، تحت عنوان تارا مارکوو توسط مارو وولفمن و جرج پرز خلق شده‌است؛ که برای اولین بار در شمارهٔ ۲۶ از مجموعه کمیک تایتان‌های نوجوان (دسامبر ۱۹۸۲) حضور پیدا کرد. او یکی از اعضای تیم تایتان‌های نوجوان بود که به‌طور مخفیانه برای دشمن آن‌ها دث‌استروک جاسوسی می‌کرد.
دومین ترا، داپل‌گنگرِ تارا مارکوو به‌شمار می‌رفت، و توسط مارو وولفمن و تام گرامت خلق شد و در شمارهٔ ۷۹ از تایتان‌های نوجوان (سپتامبر ۱۹۹۱) معرفی گردید. سومین ترا نیز به نام اتلی، بدست جیمی پالمیوتی، جاستین گری و آماندا کانر خلق شده‌است؛ که در شمارهٔ ۱۲ سوپرگرل (ژانویه ۲۰۰۷) حضور پیدا کرد.
شخصیت ترا توانایی کنترل بر زمین و کانی را دارد. او قادر به کنترل حجم بالایی از زمین و سنگ، شکل‌دهی به آن‌ها به‌طور دلخواه و تا حدی باورنکردی نزدیک به سازه‌های هنری، یا حتی تغییر مواد خام به اشکال مختلف بلور است. از اشکال اصلی او در این زمینه می‌توان به پرواز بر روی سطح سنگی، یا تونل‌زنی با سرعتی زیاد اشاره کرد.